# Howard Markman
Howard Markman (* 27. Oktober 1950) ist ein amerikanischer Psychologe.
Howard Markman studierte an der Rutgers University (B.A.) und der Indiana University (M.A., Ph.D.). Er ist Professor an der University of Denver und dort einer von zwei Direktoren des Center for Marital and Family Studies. Bekannt wurde er als Autor für das Buch Fighting for your marriage, das in den USA auf den Bestsellerlisten landete. International als Forscher wird er vor allem für sein Premarital Relationship Enhancement Program (PREP) rezipiert.